# Friedrich von Bülow (Verwaltungsjurist, 1762)

Friedrich von Bülow als Student in Göttingen

Friedrich Wilhelm August Werner von Bülow (* 23. Februar 1762 in Verden; † 4. September 1827 in Potsdam) war ein preußischer Verwaltungsjurist.

## Leben
Friedrich von Bülow entstammte dem mecklenburgischen Uradelsgeschlecht derer von Bülow und war der älteste Sohn des lüneburgischen Landschaftsdirektors Friedrich Ernst von Bülow (1736–1802) und Halbbruder des späteren preußischen Finanzministers Hans Graf von Bülow (1774–1825) sowie Cousin des späteren preußischen Staatskanzlers Hardenberg (1750–1822) mütterlicherseits.
Er besuchte die Ritterakademie in Lüneburg und studierte anschließend von 1778 bis 1782 an der Universität Göttingen Rechtswissenschaften und wurde dort Mitglied der Hannoverschen Landsmannschaft. Von Bülow ging in den hannoverschen Justizdienst und war acht Jahre als Hof- und Kanzleirath in der Justizkanzlei Celle tätig. 1790 wurde er zum Mitglied des Oberappellationsgerichts berufen. In dieser Zeit gab er neben weiteren Veröffentlichungen mit seinem Freund und Kollegen Theodor Hagemann vier Bände Practische Erörterungen heraus, in denen Rechtspraxis dokumentiert wurde. 1805 wechselte er in den preußischen Staatsdienst. Kaum hatte er sich als Geheimer Regierungsrat in Münster mit dem preußischen Recht vertraut gemacht, nahm Preußen 1806 Hannover in Besitz, wurde von Bülow zum Mitglied der Administrations- und Organisationscommission bestellt und führte im April 1806 als königlich preußischer Kommissar die Besetzung von Osnabrück aus. Der Wiederausbruch des Krieges mit der Errichtung des Königreichs Westphalen ließen ihn nach Berlin zurückkehren. 1809 wurde er Direktor des Oberlandesgerichts von Preußisch Litauen in Insterburg, 1810 zum neumärkischen Regierungspräsidenten in Soldin ernannt. Nach seiner Rückkehr nach Berlin wurde er im Dezember 1811 zum vortragenden Rat im Staatskanzleramt ernannt. In von Bülows Bestallung vom April 1812 erklärte König Friedrich Wilhelm III., „daß Wir den bisherigen Präsidenten Unseres Oberlandesgerichts von der Neumark, von Bülow, wegen seiner Uns angerühmten vorzüglichen Kenntnisse, Rechtserfahrung und sonstiger guten Eigenschaften, zu Unserm Geheimen Staats Rath, so, daß er Mitglied des von Uns neu angeordneten Finanz Kollegiums, mit Beybehaltung seines Verhältnisses als vortragender Rath im Büreau Unseres Staatskanzlers und als Kurator dieses Büreaus, seyn soll, zu ernennen geruht haben.“ 1813 wurde er in die Oberregierungskommission berufen, als König Friedrich Wilhelm III. seine Residenz nach Breslau verlegte. Im November 1814 wurde er Generalsekretär im preußischen Generalgouvernement des Königreichs Sachsen und im anschließenden Frieden von 1816 bis 1821 Oberpräsident der Provinz Sachsen in Magdeburg. Er war designierter Justizminister, doch ein Hirninfarkt durchkreuzte im November 1821 diese Pläne, und von Bülow ging in den Ruhestand.

### Familie
Er war zweimal verheiratet. Seine erste Frau war Helene Sophie von Hugo († 24. Januar 1810), eine Tochter des Justizrates Gerhard Ludolf von Hugo aus Liethe. Von ihr wurde er später geschieden. Das Paar hatte folgende Kinder:
- Friedrich (* 8. September 1789; † 19. April 1853)

⚭ 1818 Amalie Freiin von Stein zum Altenstein (* 10. März 1797; † 12. Juni 1819), Eltern von Karl Adolf Leopold von Bülow
⚭ 1825 Pauline von Carlowitz (* 22. April 1806; † 21. Februar 1872), Eltern von Ernst Friedrich Albert von Bülow
- Wilhelm Carl (1790–1845), Kammergerichtspräsident ⚭ Caroline Wessling († 1855)
- Carl (1792–1866)

⚭ Melusine Livonius († 1842)
⚭ Marie von Kotze († 1851)
- Georg Christian Carl (1794–1874), Oberförster ⚭ Friederike von Arnim (1797–1874)
- Gustav (1796–1802)

Seine zweite Frau wurde am 10. Dezember 1804 Louise Marie Henriett von Rantzau (* 8. März 1764; † 18. Juni 1830), eine Tochter des dänischen Generalleutnants und Gouverneurs von Kopenhagen Detlev Karl von Rantzau (1726–1803). Sie war seit 1794 geschieden von Christian Friedrich Friccius von Schilden (* 27. Juni 1747; † 22. Dezember 1804). Sie hatte bereits zwei Kinder, bekam aber keine weiteren.

## Schriften (Auswahl)
- mit Theodor Hagemann (Hrsg.): Practische Erörterungen aus allen Theilen der Rechtsgelehrsamkeit. Band 1–4. 1798–1808.
- Darstellung der Verfassung, der Geschäfte und des Geschäftsganges des Oberappellationsgerichts zu Celle. 2 Teile, 1801–1804.
- Bemerkungen [vom preußischen Standpunkt], veranlaßt durch des hannoverschen Hofrats Rehberg Beurteilung der preußischen Staatsverwaltung und Staatsdienerschaft. 1808.
- Ueber die gegenwärtigen Verhältnisse des christlich-evangelischen Kirchenwesens in Deutschland. 1818.